# Norra Kvinneby
Norra Kvinneby är en bebyggelse i Mörbylånga kommun i Kalmar län, belägen på östra Öland sydost om Färjestaden. SCB avgränsar här sedan 2020 en småort.